# Mraźnica (Gorce)
Mraźnica (1163 m) – szczyt w południowo-wschodnim grzbiecie Gorca w Gorcach. W kolejności od północy na południe znajdują się w tym grzbiecie szczyty: Mraźnica (1163 m), Góra Szlagowa (ok. 1010 m), Czertys (968 m) i Góra Szczylowska (937 m). Grzbiet ten, zwany Strzelowskim opada do doliny rzeki Ochotnicy, oddzielając doliny dwóch jej dopływów: Potoku Gorcowego i Młynnego.
Mraźnica znajduje się tuż poniżej hali Gorc Młynieński a powyżej polany Krucyznowa. Jej szczyt porasta las zwany Lasem Gromadzkim. Nie prowadzi tędy żaden znakowany szlak turystyczny, ale całym grzbietem Strzelowskiego prowadzi z Ochotnicy Dolnej na halę Gorc Młynieński terenowa droga. Szczyt Mraźnicy omija po północno-wschodniej stronie.
Mraźnica znajduje się w granicach wsi Ochotnica Dolna w województwie małopolskim, w powiecie nowotarskim, w gminie Ochotnica Dolna.